# Thomas Bürgler
Thomas Bürgler, né le 3 mars 1960 à Illgau, est un ancien skieur alpin suisse, qui a mis un terme à sa carrière sportive à l'issue de la saison 1987. Il est le frère du skieur Toni Bürgler et l’oncle du hockeyeur Dario Bürgler.

## Palmarès

### Jeux olympiques d'hiver
| Édition / Épreuve | Descente | Slalom géant | Slalom |
| ----------------- | -------- | ------------ | ------ |
| JO 1984 Sarajevo  | —        | 11e          | 10e    |

### Championnats du monde
| Édition / Épreuve    | Descente | Slalom géant | Slalom  | Combiné |
| -------------------- | -------- | ------------ | ------- | ------- |
| Mondiaux 1985 Bormio | —        | 15e          | Abandon | Bronze  |

### Coupe du monde
- Meilleur résultat au classement général : 7e en 1985
  - 2 victoires : 2 géants

#### Différents classements en Coupe du monde
| Année/Classement | Année/Classement | Général | Général | Slalom | Slalom | Géant  | Géant  | Super-G | Super-G | Combiné | Combiné |
| ---------------- | ---------------- | ------- | ------- | ------ | ------ | ------ | ------ | ------- | ------- | ------- | ------- |
| Année/Classement | Année/Classement | Class.  | Points  | Class. | Points | Class. | Points | Class.  | Points  | Class.  | Points  |
| 1983             | 1983             | 40e     | 36      | -      | -      | 13e    | 36     | -       | -       | -       | -       |
| 1984             | 1984             | 17e     | 84      | 43e    | 2      | 9e     | 54     | -       | -       | 5e      | 28      |
| 1985             | 1985             | 7e      | 131     | 23e    | 16     | 3e     | 90     | -       | -       | 9e      | 25      |
| 1986             | 1986             | 38e     | 45      | 16e    | 35     | 36e    | 1      | -       | -       | 36e     | 3       |
| 1987             | 1987             | 95e     | 2       | -      | -      | 34e    | 2      | -       | -       | -       | -       |

#### Détail des victoires
| Saison / Épreuve | Géant                    | Total |
| 1985             | Schladming Kranjska Gora | 1     |
| Total            | 1                        | 1     |

### Arlberg-Kandahar
- Meilleur résultat : 6e place dans le slalom 1986 à Sankt Anton